# Amazon Alexa
Ne doit pas être confondu avec Alexa (Internet).
Pour les articles homonymes, voir Alexa.
Amazon Alexa est l'assistant personnel intelligent développé par le Lab126 d'Amazon.com, rendu populaire par les appareils Echo. Il est capable d'interaction vocale, de lire de la musique, faire des listes de tâches, régler des alarmes, donner la météo, le trafic et d'autres informations en temps réel. Alexa peut également contrôler plusieurs appareils intelligents en faisant office de hub domotique. La plupart des appareils, avec Alexa, permettent aux utilisateurs d'activer le mode écoute à l'aide d'un mot-clé (comme Echo). D'autres, en revanche, vous demandent d'appuyer sur un bouton il peut contrôler plus des appareils intelligents. Actuellement, l'interaction et la communication avec Alexa sont disponibles en anglais, en français et en japonais.

## Histoire
En novembre 2014, Amazon a annoncé Alexa en même temps qu'Echo. Alexa et ses objectifs ont été inspirés par la voix de l'ordinateur et du système de conversation de Star Trek TNG. Le nom Alexa a été choisi en raison du fait qu'il est composé de la consonne X et, par conséquent, facilite une reconnaissance précise. Il rappelle également la Bibliothèque d'Alexandrie.
En juin 2015, Amazon a annoncé Alexa Fund, un programme qui permettrait d'investir dans des sociétés développant des technologies de contrôle vocal. Un fonds de 100 millions de dollars a été investi dans des entreprises, y compris Ecobee, Orange Chef Scout Alarm, Garageio, Toymail, MARA, et Mojio. En 2016, le Prix Alexa a été annoncé pour aider l'avancée de cette technologie.
Le Amazon Echo et Amazon Echo Spot (directement seconde génération) sont sortis le 13 juin 2018 en France. Des Amazon Echo ont été offerts et testés par des employés d'Amazon, afin qu'Alexa puisse être adaptée à la France. Le Amazon Echo Spot, qui comprend un écran et permet de passer des appels vidéo, sort le 23 juillet 2018 en France.
En août 2020 Alexa a été piraté par des hackers qui ont décelé une faille et en ont averti Amazon rapidement.
Le 26 novembre 2020, Amazon ouvre une enquête à la suite de la demande de parlementaires britanniques, qui ont découvert qu'Alexa, l'outil intelligent, allait chercher au hasard des réponses antisémites et négationnistes aux questions sur la Shoah et les juifs, et répercutait des théories du complot[réf. nécessaire].

## Application pour téléphone cellulaire
Une application est disponible sur l'App Store d'Apple, Google Play et l'Appstore Amazon. Elle peut être utilisée par les propriétaires d'appareils compatibles avec Alexa pour installer des fonctionnalités, contrôle de la musique, gérer les alarmes, et afficher des listes de courses. Elle permet également de vérifier le texte reconnu depuis l'écran de l'application et les utilisateurs peuvent envoyer des retours à Amazon si la reconnaissance était bonne ou mauvaise. Une interface web est également disponible pour installer des appareils compatibles (par exemple, Amazon Echo, Amazon Dot).
Dans le domaine du divertissement, les assistants vocaux ont permis l'émergence de voice-games. Des jeux basés sur la parole, le joueur interagit directement avec l'intelligence artificielle. Il existe plusieurs exemples : questions-réponses, narration interactive, jeu d'aventure, etc.

## Fonctions

### Fonctions natives

#### Agent conversationnel
Alexa est avant tout un agent conversationnel, dont la fonction de base est donc d'associer la reconnaissance vocale, le traitement de la langue naturelle et la synthèse vocale afin de dialoguer vocalement avec l'utilisateur. Plusieurs langues sont disponibles dont l'anglais, le français et le japonais[réf. à confirmer].
Elle est également capable de distinguer plusieurs profils vocaux afin d'individualiser l'interaction avec plusieurs utilisateurs, par exemple plusieurs membres d'un même foyer. Cette fonction est disponible depuis octobre 2017 en anglais américain, et depuis février 2019 en français.

#### Autres fonctions natives
Alexa propose un certain nombre d'autres fonctions natives comme une calculatrice, un minuteur ou encore une alarme.

### Compétences ouskills
Les compétences, ou skills en anglais, sont des briques logicielles étendant les fonctions de base d'Alexa. Il s'agit généralement d'interfaces permettant d'accéder à des services tiers via leur API, ou de fournir une connexion avec les objets connectés d'autres marques. Certaines sont pré-installées, comme la radio via TuneIn, mais la plupart doivent être installées par l'utilisateur. Elles peuvent être développées par Amazon ou par des développeurs tiers.

#### Une interconnexion avec des services tiers
Alexa propose des rapports météorologiques fournis par AccuWeather et des actualités fournies par TuneIn à partir d'une variété de sources, y compris les stations de radio locales, NPR, et ESPN. De plus, les appareils utilisant Alexa peuvent jouer les morceaux présents sur les comptes Amazon Music du propriétaire et supportent nativement Pandora et Spotify. Alexa peut jouer de la musique à partir de services de streaming tels que Apple Music, et Google Play Music depuis un téléphone ou une tablette. Alexa peut gérer des alarmes par contrôle vocal, des minuteries, des achats sur internet et des listes de choses à faire et peut accéder aux articles Wikipédia. Les appareils avec Alexa peuvent répondre à vos questions sur des éléments dans votre Google Agenda. Il s'intègre également avec Yonomi, Philips Hue, Belkin Wemo, SmartThings, Wink, Insteon, IFTTT, ecobee, et Nest Labs. En novembre 2016, l'Appstore Alexa avait plus de 5 000 compétences disponibles au téléchargement pour les utilisateurs, sachant qu'il y avait 1 000 compétences en juin 2016.

#### Kit de Compétences Alexa
Amazon permet aux développeurs de créer et de publier des compétences pour Alexa en utilisant le Kit de Compétences Alexa. Ces compétences développées par une tierce partie permettent d'enrichir les capacités de n'importe quel appareil accueillant Alexa (tel qu'Echo). Ces compétences sont disponibles en téléchargement gratuit sur l'application Alexa. Parmi ces compétences on trouve la possibilité de jouer de la musique, répondre à des questions générales, mettre une alarme, commander une pizza, contacter un Uber, et plus encore. Des compétences sont ajoutées continuellement afin d'augmenter la variété des options disponibles. Le Kit de Compétences Alexa est un ensemble d'interfaces de programmation applicative (API), d'outils, de documentation et d'exemples de code pour faciliter et accélérer l'ajout de compétences à Alexa par les développeurs. Les développeurs peuvent également utiliser la fonction "Smart Home Skill API", un nouvel ajout au kit de Compétence Alexa, pour facilement apprendre à Alexa comment contrôler de l'éclairage connecté et des thermostats. Tout le code s'exécute sur le cloud – rien n'est effectué directement sur l'appareil de l'utilisateur. Un développeur peut suivre des tutoriels pour apprendre à créer rapidement des compétences pour leurs applications, nouvelles ou existantes.

## Réception
Il y a des préoccupations quant à l'accès d'Amazon aux conversations privées qui ont lieu dans une maison et d'autres indices non verbaux qui peuvent identifier qui est présent dans une maison avec une écoute permanente des appareils utilisant Alexa,. Amazon répond à ces préoccupations en indiquant que l'appareil diffuse seulement des enregistrements à partir d'une maison d'un utilisateur lorsque l'appareil est activé par le mot-clé. L'appareil est techniquement capable d'envoyer des enregistrements de voix en permanence, et reste toujours à l'écoute pour détecter si un utilisateur a prononcé le mot-clé.
Amazon utilise les derniers enregistrements vocaux envoyés sur le cloud pour améliorer les réponses aux futures questions de l'utilisateur. Pour répondre aux préoccupations de confidentialité, l'utilisateur peut supprimer les enregistrements vocaux actuellement associés avec le compte de l'utilisateur, mais cela peut dégrader l'expérience de l'utilisateur lors de l'utilisation des fonctions de recherche. Pour supprimer ces enregistrements, l'utilisateur peut consulter la page Manage My Device sur Amazon.com ou contacter le service clientèle d'Amazon.
Alexa utilise une adresse stockée dans l'application compagnon quand il a besoin de connaître un lieu. Amazon et les applications et sites web tiers utilisent des données de localisation pour fournir des services de localisation et stocke des informations pour fournir des services vocaux, l'application Maps, Find Your Device, et surveiller les performances et la précision des services de localisation. Par exemple, les services vocaux d'Echo utilisent l'emplacement de l'utilisateur pour répondre aux demandes de l'utilisateur, à proximité de restaurants ou de magasins. De même, Alexa utilise la géolocalisation de l'utilisateur pour traiter les requêtes de l'utilisateur qui utilisent la localisation pour améliorer l'utilisation de Maps. Toutes les informations recueillies sont soumises à l'Avis de Confidentialité d'Amazon.com.
Amazon conserve des enregistrements numériques des utilisateurs captés après le mot-clé, et alors que les enregistrements audio sont soumis à des exigences d'application de la loi, les agents du gouvernement et d'autres entités via une assignation, Amazon publie quelques informations sur les mandats qu'il reçoit, les assignations qu'il reçoit, et quelques demandes sans mandat qu'il reçoit, ce qui permet aux clients d'évaluer le pourcentage des demandes d'informations illégales reçues.

## Controverses: enregistrement des conversations et collecte de données personnelles
En 2019, des chercheurs découvrent que l'assistant Alexa enregistre les conversations sans limite de temps lorsqu'il est activé, sans que ce ne soit clairement indiqué,. Amazon informe aussi, dans une réponse au Sénat des États-Unis, qu'elle garde les enregistrements effectués et les données associées telles que les retranscriptions sans limite de temps. Il est possible de supprimer les enregistrements mais pas toutes les données associées. Ces données qui ne sont pas toutes supprimées incluent les actions associées à la suite des demandes effectuées telles qu'un appel à une entreprise de livraison, les dates d'événements ponctuels ou récurrents ajoutées dans l'agenda, ou encore les messages envoyés. Il est reproché à Amazon l'absence de transparence et de clarté des conditions d'utilisation, qui ne permet pas aux personnes qui l'utilisent d'être conscientes des données enregistrées par Alexa,.
En juin 2023, Amazon paie 25 millions de dollars à la FTC (agence américaine de protection des consommateurs) pour obtenir l'abandon d'une plainte pour avoir gardé des informations collectées par Alexa, qu'Amazon avait promis de supprimer, tels que sur les voix des utilisateurs, leur emplacement géographique, ou concernant des enfants. Dans le cadre de cet accord, Amazon ne confirme ou ne nie pas la faute qui lui est reprochée.

## Appareils pris en charge
- Amazon Echo
- Amazon Echo Dot
- Amazon Echo Show[24]
- Echo Spot
- Echo Flex
- Echo Studio
- Echo Plus
- Amazon Echo Auto[25]
- Amazon Tap
- Amazon Fire TV (2e génération)[26]

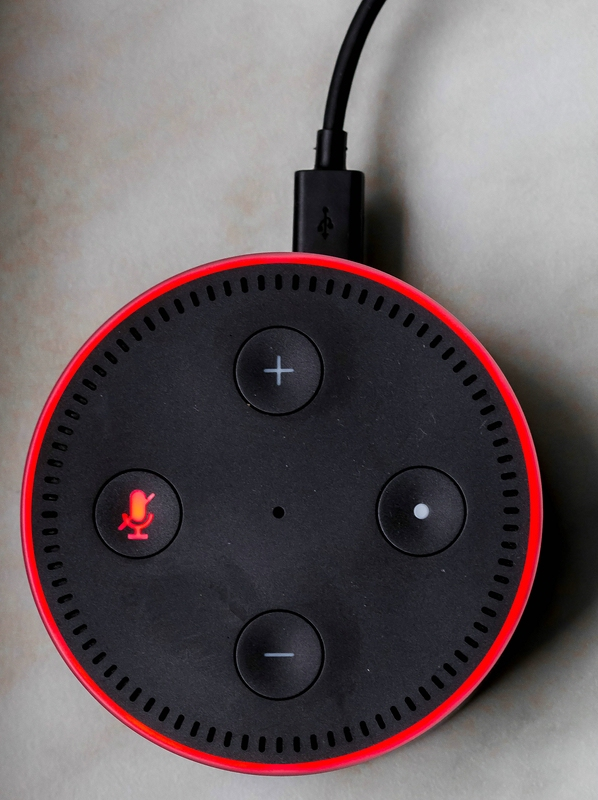
Amazon Echo

- Tablette Amazon Fire HD 8 (version 2016)[27]
- Invoxia Triby[28]
- Sonos One
- LG SmartThinQ Hub[29]
- C par GE Lampe LED[30]
- Tablette TCL Xess[31]
- Intercom Nucleus Anywhere[32]
- Fabriq smart speaker[33]
- OV par ONvocal[34]
- Pebble Core[35] (annulée à cause de l'acquisition de Fitbit, le produit n'a pas atteint la vente au détail)
- iMCO CoWatch[36]
- Omate Rise Smartwatch[37]
- Omate Yumi Robot[38],[39]
- Roger (app)
- Ultimate Ears Blast et MegaBlast[40]
- EchoSim (site web)[41]
- Freebox Delta

## Prix Alexa
En septembre 2016, un concours universitaire appelé Prix Alexa a été annoncé pour le mois de novembre de cette année. L'objectif de ce prix est de faire avancer la technologie des IA conversationnelles utilisant la voix. Le montant total du prix s'élève à 2,5 millions de dollars et les équipes et leurs universités peuvent gagner de l'argent et des subventions de recherche. Le processus commence avec une sélection des équipes en 2016, et se terminera en 2017 avec l'annonce de la décision finale. La compétition inaugurale en 2017 se concentre sur le défi de la construction d'un social bot qui puisse parler de façon cohérente et engageante avec des humains sur les sujets les plus populaires pendant 20 minutes. Cela est similaire au Loebner Prize, mais avec des récompenses monétaires plus importantes.